# LINET
L I N E T spol. s r.o. je česká firma se sídlem v Želevčicích nedaleko Slaného v okrese Kladno. Specializuje se na výrobu nemocničních a pečovatelských lůžek s příslušenstvím, včetně speciální zdravotnické lůžkové techniky, jako jsou porodní lůžka nebo gynekologická vyšetřovací křesla. Stoprocentním vlastníkem je zastřešující holding LINET Group SE se sídlem v Nizozemsku, který vlastní také německou partnerskou společnost WiBo GmbH.

## Historie
Firma byla založena v roce 1990 skupinou 3 českých podnikatelů v čele se Zbyňkem Frolíkem. Výroba byla zahájena v provizorním provozu zřízeném v prostorách pobořeného bývalého statku. Z firmy se postupně stal jeden z největších výrobců zdravotnických lůžek na světě, má odbyt v USA, Austrálii i v Asii.
V říjnu 2019 zakladatel Zbyněk Frolík firmu opustil a ve vedení firmy ho nahradil Tomáš Kolář.
Spolu se třemi dceřinými společnostmi získala firma 94 dotací v celkové hodnotě 347 408 410 Kč.